# Shootboksen
Shootboksen is een aan kickboksen en vale tudo verwante vechtsport. Het is in 1985 ontwikkeld door de Japanse kickbokskampioen Caesar Takeshi. Net als bij veel andere vechtsporten zijn er drie juryleden (judges). De wedstrijden duren afhankelijk van het niveau 3 of 5 rondes van ieder 3 minuten.
Het is bij shootboksen in tegenstelling tot bij het normale kickboksen toegestaan om staande "chockes" en andere soort grepen toe te passen. Ook worden er punten geteld bij het omverwerpen van de tegenstander